# اضطراب النوم
اضطراب النوم هو اضطراب عقلي لأنماط نوم الإنسان أو الحيوان. قد تكون اضطرابات النوم خطيرة لدرجة تتعارض مع الوظائف الحيوية، والاجتماعية، والعاطفية للمصاب. تعتبر اختبارات النوم واختبارات رصد دورة الحركة من الاختبارات الشائعة في بعض اضطرابات النوم.
يمكن أن تحدث اضطرابات النوم بسبب مجموعة متنوعة من المشكلات، بدءًا من طحن الأسنان (صرير الأسنان) إلى رهاب الليل. عندما يعاني الشخص من صعوبة في النوم و/أو البقاء نائمًا دون سبب واضح، يشار إليه بالأرق.
تصنف اضطرابات النوم على نطاق واسع إلى اختلال النوم، والخطل النومي، اضطرابات إيقاع الساعة البيولوجية الخاصة بالنوم، وغيرها من الاضطرابات بما في ذلك تلك الناجمة عن حالات طبية أو نفسية ومرض النوم.
تشمل بعض اضطرابات النوم الشائعة انقطاع النفس النومي (توقف التنفس أثناء النوم)، والنوم القهري، وفرط النوم (الإفراط في النوم في أوقات غير مناسبة)، الجمدة (فقدان قوة العضلة بشكل مفاجئ وعابر أثناء الاستيقاظ)، ومرض النوم (تعطل دورة النوم بسبب عدوى). وتشمل الاضطرابات الأخرى المشي أثناء النوم ورهاب الليل وسلس البول الليلي. يجب أن تركز معالجة اضطرابات النوم التي تأتي بشكل ثانوي نتيجة لاضطرابات عقلية، أو طبية، أو تعاطي المخدرات على الحالات الأساسية.

## الاضطرابات الشائعة
تشمل اضطرابات النوم الأكثر شيوعًا ما يلي:
- صرير الأسنان، انقباض وطحن الأسنان بشكل لا إراداي أثناء النوم.[4]
- أنين النوم، يئن المريض ليلًا أثناء الزفير لفترة طويلة.[5]
- اضطراب طور النوم المتأخر (DSPD)، وعدم القدرة على الاستيقاظ والنوم في أوقات مقبولة اجتماعيًا ولكن لا توجد مشكلة في الالتزام بالنوم، وهو اضطراب في إيقاع الساعة البيولوجية. الاضطرابات الأخرى مثل اضطراب طور النوم المتقدم (ASPD)، ومتلازمة تجاوز الساعات الـ24 في اليوم، وعدم انتظام إيقاع النوم، وكلها أقل شيوعًا من DSPD، وكذلك اضطراب تغير أوقات العمل.[6]
- متلازمة ضعف التنفس، تنفس غير طبيعي وضحل أو معدل تنفس بطيء أثناء النوم.[7]
- فرط النوم مجهول السبب، هي السبب العصبي الأساسي للنوم لفترة طويلة، ويتقاسم الكثير من أوجه الشبه مع النوم القهري.[8]
- اضطراب الأرق (الأرق الأولي)، وهو صعوبة مزمنة في النوم و / أو الحفاظ على النوم عند عدم وجود سبب آخر لهذه الأعراض. يمكن أن يكون الأرق أيضًا مصاحبًا أو ثانويًا لاضطرابات أخرى.[9]
- متلازمة كلاين-ليفين، وهو اضطراب نادر يتميز بفرط النوم الاستطرادي المستمر، مصحوبًا بتغيرات معرفية أو مزاجية.[10]
- النوم القهري، بما في ذلك النعاس المفرط في النهار (EDS)، وغالبًا ما تبلغ الحالة ذروتها عند النوم بشكل عفوي ودون رغبة في أوقات غير مناسبة. حوالي 70٪ من الذين يعانون من النوم القهري يعانون من مرض الجمدة، وهو ضعف مفاجئ في العضلات الحركية التي يمكن أن تؤدي إلى الانهيار على الأرض مع الحفاظ على الوعي الكامل.[11]
- هلع النوم (باللاتينية: Pavor nocturnus)، هو اضطراب الخوف من النوم، ويتميز بالاستيقاظ المفاجئ من النوم مع سلوك متسق مع الخوف.[12]
- البوال الليلي، حاجة متكررة للاستيقاظ والتبول في الليل. وهو يختلف عن التبول اللاإرادي، أو التبول في الفراش، حيث لا يستيقظ الشخص من النوم، ولكن يتم المثانة.[13]
- الخطل النومي، أحداث مُخلة للنوم تتضمن أفعال غير ملائمة أثناء النوم، على سبيل المثال المشي أثناء النوم، وهلع النوم، وأنين النوم.[14][15]
- اضطراب حركة الأطراف الدورية (PLMD)، حركة لا إرادية مفاجئة للذراعين و / أو الساقين أثناء النوم، على سبيل المثال ركل الساقين. يُعرف أيضًا باسم الرمع العضلي الليلي. انظر أيضًا اهتزازات بداية النوم، ولكنه ليس باضطراب.[16]
- اضطراب نوم حركة العين السريعة السلوكي (RBD)، يتحرك المريض بفعل أحلام عنيفة أو دراماتيكية أثناء نوم حركة العين السريعة، ولذلك أحيانًا ما يؤذي شريكه في الفراش أو نفسه.[17]
- متلازمة تململ الساقين (RLS)، تتميز بحافز لا يقاوم لتحريك الساقين.[18] غالبًا ما يعاني مرضى RLS أيضًا من اضطراب حركة الأطراف الدورية.
- اضطراب تغير أوقات العمل (SWSD)، وهو اضطراب في إيقاع الساعة البيولوجية الظرفية.[19]

```
(تم تضمين 
اضطراب الرحلات الجوية الطويلة
 سابقًا كاضطراب في إيقاع الساعة البيولوجية الظرفية، لكنه لا يظهر في 
الدليل التشخيصي والإحصائي للاضطرابات النفسية
.
```

- انقطاع النفس النومي، وانقطاع النفس الانسدادي النومي، وهما عبارة عن انسداد في مجرى الهواء أثناء النوم، مما يسبب عدم وجود نوم عميق كافٍ، وغالبًا ما يرافقهما الشخير. هناك أشكال أخرى من انقطاع النفس النومي ولكنها أقل شيوعًا.[20] يحدث اضطراب انقطاع النفس الانسدادي النومي (OSA) بسبب الانهيار المتكرر للمجرى الهوائي العلوي (خلف الحلق) أثناء النوم. لأغراض دراسات النوم، تسمى نوبات انهيار الكامل لمجرى الهواء العلوي لمدة لا تقل عن عشر ثوانٍ انقطاع النفس[21]
- شلل النوم، يتميز بشلل مؤقت للجسم قبل النوم بوقت قصير أو بعده. قد يصاحب شلل النوم هلوسة بصرية، أو سمعية أو عن طريق اللمس. ولا يعتبر اضطرابًا ما لم تكن الحالة شديدة. غالبًا ما ينظر إليها كجزء من النوم القهري.[22]
- السرنمة أو السير النومي أو السير أثناء النوم، وتتمير بالانخراط في الأنشطة المرتبطة عادة باليقظة (مثل الأكل أو ارتداء الثياب)، وقد تشمل المشي، دون معرفة واعية للموضوع.[23][24]
- رهاب النوم، وهو أحد أسباب الحرمان من النوم، الخوف من النوم أو الذهاب للسرير. وتشمل علامات المرض القلق، ونوبات الهلع قبل وأثناء محاولة النوم.

### أنواع الاضطرابات
- اختلال النوم - فئة واسعة من اضطرابات النوم التي تتميز إما بفرط النوم أو الأرق. تتضمن ثلاث فئات فرعية داخلية (أي تنشأ من داخل الجسم)، خارجية (تنشأ بشكل ثانوي نتيجة ظروف بيئية أو حالات مرضية مختلفة)، واضطرابات الإيقاع اليومي.[25]
  - الأرق: قد يكون الأرق أوليًا أو قد يكون مصاحبًا أو ثانويًا لاضطراب آخر مثل اضطراب المزاج (أي الإجهاد العاطفي، والقلق، والاكتئاب) أو مصاحبًا لحالة صحية كامنة (مثل، الربو، والسكري، وأمراض القلب، والحمل، والحالات العصبية).[26]
  - فرط النوم الأولي. يأتي فرط النوم هذا من أصل مركزي أو دماغي.
    - النوم القهري: اضطراب عصبي مزمن (أو اختلال في النوم)، والذي يسببه عدم قدرة الدماغ على التحكم في النوم واليقظة.[27]
    - فرط النوم مجهول السبب: مرض عصبي مزمن يشبه النوم القهري ويوجد فيه كمية متزايدة من التعب والنوم خلال النهار. لا يمكن للمرضى الذين يعانون من فرط النوم مجهول السبب الحصول على كمية صحية من النوم لممارسة يوم منتظم من الأنشطة. يعيق هذا قدرة المرضى على الأداء الجيد، ويجب على المرضى التعامل مع هذا الأمر لبقية حياتهم.[28]
    - فرط النوم المتكرر - ويشمل متلازمة كلاين ليفين
    - فرط النوم التالي للصدمة
    - فرط النوم المتعلق بالدورة الشهرية

  - التنفس المضطرب أثناء النوم (SDB)، بما في ذلك (غير مفصل):
    - أنواع عديدة من انقطاع النفس النومي
    - الشخير
    - متلازمة مقاومة الطرق التنفسية العليا

  - متلازمة تململ الساقين
  - اضطراب حركة الأطراف الدورية
- اضطرابات إيقاع الساعة البيولوجية
  - اضطراب طور النوم المتأخر
  - اضطراب طور النوم المتقدم
  - متلازمة تجاوز الساعات الـ24 في اليوم
- الخطل النومي - فئة من اضطرابات النوم تتضمن حركات، وسلوكيات، وعواطف، وتصورات، وأحلام متعلقة بالنوم غير طبيعية وغير اعتيادية.
  - السلس البولي الليلي
  - صرير الأسنان
  - أنين النوم
  - متلازمة الرأس المنفجر - الاستيقاظ في الليل نتيجة سماع أصوات عالية.
  - هلع النوم - يتميز بالإثارة المفاجئة من النوم العميق بالصراخ أو البكاء، مصحوبًا ببعض المظاهر السلوكية للخوف الشديد.[29]
  - اضطراب نوم حركة العين السريعة السلوكي
  - السرنمة
  - التكلم أثناء النوم
  - الجنس النومي
- حالات طبية أو نفسية قد تسبب اضطرابات في النوم
  - متلازمة حذف 22q11.2
  - الكحولية
  - اضطرابات المزاج
    - الاضطراب الاكتئابي

  - اضطراب القلق
  - الفزع
  - الذهان (مثل: انفصام الشخصية)
- مرض النوم - مرض طفيلي يمكن أن ينتقل عن طريق ذبابة التسي تسي.

## عوامل الخطر
وجدت مراجعة منهجية أن تجارب الطفولة المؤلمة (مثل الصراع الأسري أو الصدمة الجنسية) تزيد بشكل كبير من خطر حدوث عدد من اضطرابات النوم في مرحلة البلوغ، بما في ذلك توقف التنفس أثناء النوم، والنوم القهري، والأرق. غير أنه من غير الواضح حاليًا ما إذا كان استهلاك الكحول المعتدل يزيد من خطر انقطاع التنفس النومي.
بالإضافة إلى ذلك، تشير ملخصات قائمة على الأدلة إلى أن اضطراب النوم، اضطراب نوم حركة العين السريعة السلوكي مجهول السبب (iRBD)، قد يكون له مكون وراثي. أكمل ما مجموعه 632 مشاركًا، نصفهم يعانون من (iRBD) والنصف الآخر بدون، استبيانات تقرير ذاتي. تشير نتائج الدراسة إلى أن الأشخاص المصابين بـ iRBD هم أكثر عرضة للإبلاغ عن وجود قريب من الدرجة الأولى مع نفس اضطراب النوم مقارنة بالأشخاص من نفس العمر والجنس الذين لا يعانون من هذا الاضطراب. يجب إجراء المزيد من الأبحاث للحصول على مزيد من المعلومات حول الطبيعة الوراثية لاضطرابات النوم.
السكان المعرضون لاضطرابات النوم هم الأشخاص الذين عانوا من إصابة دماغية رضية (TBI). نظرًا لأن العديد من الباحثين ركزوا على هذه المسألة، فقد أجريت مراجعة منهجية لتجميع نتائجهم. وفقا لنتائجهم، فإن الأفراد المصابين بإصابة دماغية رضية هم أكثر عرضة بشكل غير متناسب للإصابة بالنوم القهري، وتوقف التنفس أثناء النوم، والنعاس خلال النهار، والأرق. يمكن العثور على النتائج الكاملة للدراسة في الجدول أدناه:
| مصدر البيانات  | متغير النوم                   | مجموعة        | إصابة دماغية رضية | مجموعة | إصابة دماغية رضية | إصابة دماغية رضية | إصابة دماغية رضية |
| تصنيف النوم    | متغير النوم                   | عدد المشاركين | عدد المشاركين     | P      | P                 | Z                 | الاحتمالية        |
| -------------- | ----------------------------- | ------------- | ----------------- | ------ | ----------------- | ----------------- | ----------------- |
| الضوابط الصحية |                               |               |                   |        |                   |                   |                   |
| اضطراب النوم   | الإجمالي                      | 66            | 85                | .32    | .56               | 3.02              | .003              |
| مشكلة النوم    | بدء النوم                     | 77            | 77                | .05    | .41               | 5.33              | <.001             |
| مشكلة النوم    | النعاس الشديد في النهار       | 85            | 99                | .10    | .24               | 2.65              | .008              |
|                |                               |               |                   |        |                   |                   |                   |
| عينات المجموعة |                               |               |                   |        |                   |                   |                   |
| اضطراب النوم   | الإجمالي                      | 2187          | 1706              | .41    | .50               | 5.59              | <.001             |
| اضطرابات النوم | الأرق                         | 1007          | 581               | .10    | .29               | 9.94              | <.001             |
| اضطرابات النوم | فرط النوم                     | 7954          | 212               | .10    | .28               | 8.38              | <.001             |
| اضطرابات النوم | انقطاع النفس الانسدادي النومي | 1741          | 283               | .02    | .25               | 15.51             | <.001             |
| اضطرابات النوم | اضطراب حركة الأطراف الدورية   | 18,980        | 212               | .04    | .08               | 2.95              | .003              |
| اضطرابات النوم | النوم القهري                  | 18,980        | 152               | .00b   | .04               | 17.11             | <.001             |
| مشكلة النوم    | الشخير                        | 2629          | 65                | .42    | .60               | 3.56              | <.001             |
| مشكلة النوم    | الأرق                         | 6340          | 1001              | .31    | .50               | 11.8              | <.001             |
| مشكلة النوم    | الحفاظ على النوم              | 24,600        | 309               | .27    | .50               | 8.96              | <.001             |
| مشكلة النوم    | كفاءة النوم                   | 1007          | 119               | .27    | .49               | 4.93              | <.001             |
| مشكلة النوم    | بدء النوم                     | 24,600        | 368               | .27    | .36               | 3.80              | <.001             |
| مشكلة النوم    | الكوابيس                      | 2187          | 133               | .08    | .27               | 7.43              | <.001             |
| مشكلة النوم    | النعاس الشديد في النهار       | 16,583        | 651               | .09    | .27               | 15.27             | <.001             |
| مشكلة النوم    | الاستيقاظ في الصباح الباكر    | 24,600        | 364               | .18    | .38               | 9.76              | <.001             |
| مشكلة النوم    | السرنمة                       | 4972          | 99                | .02    | .09               | 4.85              | <.001             |

## العلاج

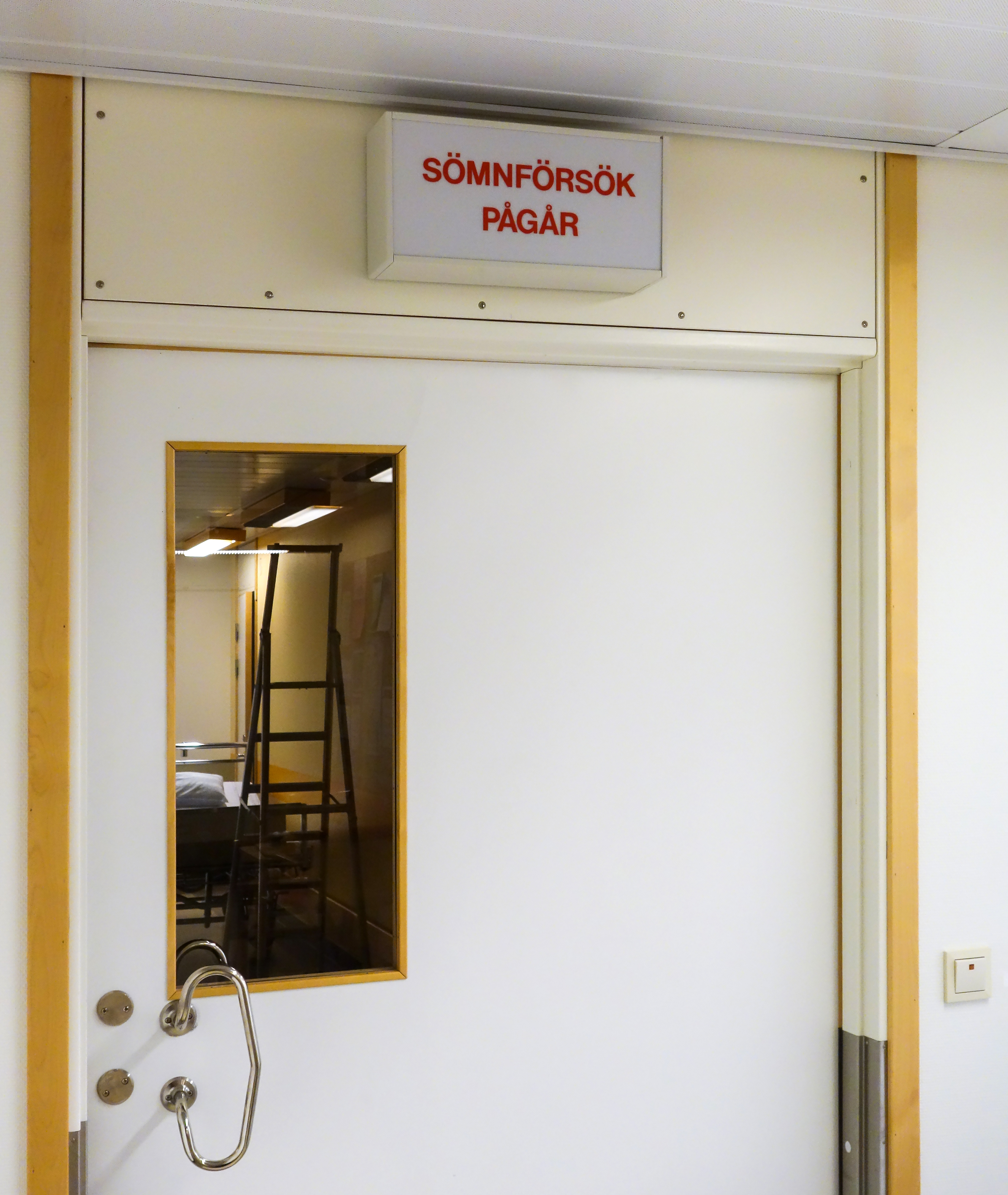
علامة بها النص: Sömnförsök pågår (دراسة النوم قيد التقدم)، غرفة لدراسة النوم في مستشفى NÄL، في السويد.

يمكن تصنيف علاجات اضطرابات النوم بشكل عام إلى أربع فئات:
- العلاج السلوكي والعلاج النفسي
- إعادة التأهيل والإدارة
- الأدوية
- علاج جسدي آخر

لا يعتبر أي من هذه الأساليب العامة كافيًا لجميع المرضى الذين يعانون من اضطرابات النوم. بدلا من ذلك، فإن اختيار علاج محدد يعتمد على تشخيص المريض، والتاريخ الطبي والنفسي، والتفضيلات الشخصية في العلاج، فضلًا عن خبرة الطبيب المعالج. في كثير من الأحيان، لا تتعارض المناهج السلوكية / العلاج النفسي مع المناهج الدوائية ويمكن دمجها بفعالية لتحقيق أقصى الفوائد العلاجية. يجب أن يركز علاج اضطرابات النوم التي تأتي بشكل ثانوي للاضطرابات العقلية أو الطبية أو اضطرابات تعاطي المخدرات على المشكلة الأساسية.
قد توفر الأدوية والعلاجات الجسدية تخفيف أسرع للأعراض الناتجة من بعض اضطرابات النوم. تُعالج اضطرابات مثل النوم القهري بشكل أفضل مع الأدوية الموصوفة طبيًا مثل مودافينيل. قد تكون الاضطرابات الأخرى، مثل الأرق المزمن والأولي، أكثر قابلية للعلاجات السلوكية، مع نتائج أكثر دوامًا.
إن اضطرابات النوم المزمنة في مرحلة الطفولة، التي تصيب حوالي 70٪ من الأطفال الذين يعانون من اضطرابات نفسية أو نمائية، لا يتم الإبلاغ عنها بشكل كافٍ وبالتالي لا تلقى العلاج الكافي. كما أن اضطراب طور النمو شائع بين المراهقين الذين لا تتوافق جداول مواعيدهم الدراسية في كثير من الأحيان مع إيقاعهم اليومي الطبيعي. يبدأ العلاج الفعال بالتشخيص الدقيق باستخدام مفكرات وربما دراسات لتتبع النوم. قد تحل التعديلات في عادات النوم المشكلة، ولكن العلاج الطبي غالبًا يكفل حلها.
قد تكون هناك حاجة إلى معدات خاصة لعلاج العديد من الاضطرابات مثل انقطاع النفس الانسدادي النومي، واضطرابات إيقاع الساعة البيولوجية وصرير الأسنان. في هذه الحالات، عندما تكون شديدة، فإن قبول العيش مع الاضطراب، حتى مع علاجه بشكل جيد، غالبًا ما يكون ضروريًا.
وُجِد أن بعض اضطرابات النوم تؤثر سلبًا على أيض الجلوكوز.

### علاج الحساسية
يلعب الهيستامين دورًا في اليقظة في الدماغ. تفاعل الحساسية على إنتاج الهيستامين مما يسبب اليقظة ويعيق النوم إن مشاكل النوم شائعة عند الأشخاص المصابين بالتهاب الأنف التحسسي. وجدت دراسة من معاهد الصحة الوطنية الأمريكية أن النوم يتأثر بشكل كبير بأعراض الحساسية وأن درجة اختلال النوم مرتبطة بشدة تلك الأعراض s وقد ظهر أيضًا أن علاج الحساسية يساعد في حالة انقطاع النفس.

### الوخز بالإبر
خلصت مراجعة الأدلة في عام 2012 إلى أن الأبحاث الحالية ليست صارمة بما يكفي لتقديم توصيات حول استخدام الوخز بالإبر لعلاج الأرق. أظهرت النتائج المجمعة من تجربتين على الوخز بالإبر احتمالية متوسطة أنه قد يكون هناك بعض التحسن في نوعية النوم بالنسبة للأفراد الذين يعانون من الأرق.:15 يتم دراسة هذا النوع من العلاج لاضطرابات النوم بشكل عام لدى البالغين، وليس الأطفال. ستكون هناك حاجة لمزيد من البحث لدراسة آثار الوخز بالإبر على اضطرابات النوم عند الأطفال.

### التنويم الإيحائي
تشير الأبحاث إلى أن التنويم المغناطيسي قد يكون مفيدًا في التخفيف من بعض أنواع ومظاهر اضطرابات النوم لدى بعض المرضى. «غالباً ما يستجيب الأرق الحاد والمزمن إلى أساليب الاسترخاء والتنويم المغناطيسي، إلى جانب تعليمات عادات النوم الصحية .» وقد ساعد العلاج بالتنويم المغناطيسي أيضًا في الكوابيس وهلع النوم. هناك العديد من التقارير عن الاستخدام الناجح للعلاج بالتنويم المغناطيسي للخطل النومي وعلى وجه التحديد من أجل ارتجاج الرأس والجسم، وسلس البول الليلي، والسير أثناء النوم.
تمت دراسة العلاج بالتنويم المغناطيسي لعلاج اضطرابات النوم لدى البالغين والأطفال.

### العلاج بالموسيقى
على الرغم من أنه يجب القيام بمزيد من الأبحاث لزيادة موثوقية هذه الطريقة في العلاج، إلا أن الأبحاث تشير إلى أن العلاج بالموسيقى يمكن أن يحسن نوعية النوم في اضطرابات النوم الحادة والمزمنة. في دراسة معينة، تم وضع المشاركين (18 سنة أو أكثر) الذين عانوا من اضطرابات النوم الحادة أو المزمنة في تجربة عشوائية وتم ملاحظة مدى كفاءة نومهم (الوقت الإجمالي للنوم). من أجل تقييم جودة النوم، استخدم الباحثون مقاييس ذاتية (أي استبيانات) ومقاييس موضوعية (أي، تخطيط النوم). وتشير نتائج الدراسة إلى أن العلاج بالموسيقى أدى إلى تحسين نوعية النوم لدى الأشخاص الذين يعانون من اضطرابات النوم الحادة أو المزمنة، ولكن فقط عند اختبارهم ذاتيًا. على الرغم من أن هذه النتائج ليست نهائية بشكل كامل ويجب إجراء المزيد من الأبحاث، إلا أنها لا تزال تقدم أدلة على أن العلاج بالموسيقى يمكن أن يكون علاجًا فعالًا لاضطرابات النوم.
في دراسة أخرى، تبحث على وجه التحديد لمساعدة الأشخاص الذين يعانون من الأرق، شوهدت نتائج مماثلة. شهد المشاركون الذين استمعوا إلى الموسيقى جودة نوم أفضل من أولئك الذين لم يستمعوا إلى الموسيقى.

### الميلاتونين
في إطار معالجة اضطرابات النوم والحلول الممكنة، غالباً ما يكون هناك الكثير من الإشاعات تحيط بالميلاتونين. تشير الأبحاث إلى أن الميلاتونين مفيد في مساعدة الناس على النوم بشكل أسرع (نقصان الوقت الذي يحتاجه الشخص ليستغرق في النوم)، ليظلوا نائمين لفترة أطول، ويختبروا جودة أفضل للنوم. من أجل اختبار ذلك، أجريت دراسة تقارن بين الأفراد الذين أخذوا الميلاتونين والأشخاص الذين تناولوا حبوب الدواء الوهمي على الأشخاص الذين يعانون من اضطرابات النوم الأولية. قام الباحثون بتقييم وقت الاستجابة للنوم، ودقائق النوم الكلية، ونوعية النوم بشكل عام في مجموعات الميلاتونين ومجموعات العلاج الوهمي لملاحظة الاختلافات. في النهاية، وجد الباحثون أن الميلاتونين قلل من وقت الاستجابة للنوم، وزاد وقت النوم الإجمالي، وحسن نوعية النوم بشكل ملحوظ أكثر من المجموعة الثانية.

## طب النوم
بسبب الزيادة المعرفية المتسارعة حول النوم في القرن العشرين، بما في ذلك اكتشاف نوم حركة العين السريعة في الخمسينات واضطرابات إيقاع الساعة البيولوجية في السبعينيات والثمانينيات، تم الاعتراف بالأهمية الطبية للنوم. بدأ المجتمع الطبي في جذب اهتمام أكثر من ذي قبل إلى اضطرابات النوم الأولية، مثل توقف التنفس أثناء النوم، بالإضافة إلى دور ونوعية النوم في ظروف أخرى. بحلول السبعينات من القرن الماضي في الولايات المتحدة الأمريكية، تم تأسيس عيادات ومختبرات مكرسة لدراسة النوم واضطراباته، كما ظهرت الحاجة إلى معايير لكل منهما.

تم اعتماد المتخصصين في طب النوم في الأصل من قبل المجلس الأمريكي لطب النوم (ABSM)، والذي لا يزال يعترف بالأخصائيين. أُعطي الذين اجتازوا امتحان «اختصاص طب النوم» لقب «طبيب موثق (مُجاز) من ABSM». أصبح طب النوم الآن أحد التخصصات الفرعية المعترف بها في الطب الباطني، وطب الأسرة، وطب الأطفال، وطب الأنف والأذن والحنجرة، والطب النفسي، وطب الأعصاب في الولايات المتحدة. تبين الشهادة في طب النوم أن الأخصائي:
«قد أثبت خبرة في تشخيص وعلاج الحالات السريرية التي تحدث أثناء النوم، والتي تُخل بالنوم، أو التي تتأثر بالاضطرابات في دورة النوم - الاستيقاظ. وأن هذا الاختصاصي ماهر في تحليل وتفسير تخطيط النوم، ضليع في البحوث الناشئة وإدارة مختبر النوم». 
تتطلب الكفاءة في طب النوم فهمًا لعدد لا يحصى من الاضطرابات المتنوعة جدًا، والتي يظهر العديد منها بأعراض مشابهة مثل النعاس الشديد في النهار، والذي يحدث في الغالب بسبب عدم القدرة على النوم، «وذلك نتيجة اضطراب نوم قابل للتعريف ويمكن علاجه»، مثل توقف التنفس أثناء النوم، والنوم القهري، وفرط النوم مجهول السبب، ومتلازمة كلاين ليفين، وفرط النوم المتعلق بالطمث، والسبات المتكرر مجهول السبب، واضطرابات إيقاع الساعة البيولوجية. ومن الاضطرابات الشائعة الأخرى الأرق، وهو مجموعة من الأعراض التي يمكن أن يكون لها العديد من الأسباب المختلفة، الجسدية والعقلية. يختلف العلاج في الحالات المختلفة بشكل كبير ولا يمكن احتوائها دون تشخيص صحيح.
```
في حين لا يتم الاعتراف 
بطب الأسنان
 النومي (وبشمل: 
صرير الأسنان
، 
والشخير
، 
وتوقف التنفس أثناء النوم
)، كأحد 
تخصصات طب الأسنان
 التسعة، المؤهلة للحصول على إجازة من قبل المجلس الأمريكي لطب الأسنان النومي (ABDSM). تعترف الأكاديمية الأمريكية لطب النوم (AASM) بمكانة الطبيب المجاز الناتجة، وينضم هؤلاء الأطباء لأكاديمية طب الأسنان النومي (الولايات المتحدة الأمريكية).
[
53
]
 يتعاون أطباء الأسنان المؤهلين مع أطباء النوم في مراكز النوم المعتمدة ويمكنهم توفير العلاج عن طريق الفم والجراحة لسبل التنفسية العليا لعلاج اضطرابات التنفس المرتبطة بالنوم.
[
54
]
```

في المملكة المتحدة، يبدو أن المعرفة بعلاج النوم وإمكانيات التشخيص والعلاج متخلفة. يقتبس موقع صحيفة الغارديان من مدير مركز النوم في كلية إمبيريال للرعاية الصحية: «تتمثل إحدى المشكلات في أنه لم يكن هناك تدريب يذكر في مجال طب النوم في هذا البلد - وبالتأكيد لا يوجد تدريب منظم لأطباء النوم». أظهر موقع كلية إمبيريال للرعاية الصحية اهتمامًا تجاه متلازمة انقطاع التنفس أثناء النوم (OSA) وعدد قليل جدًا من اضطرابات النوم الأخرى. يوجد لدى بعض مستشفيات هيئة الخدمات الصحية الوطنية (المملكة المتحدة) عيادات متخصصة لأدوية النوم التنفسية و / أو العصبية.

## وبائيات

### الأطفال والبالغين الصغار
وفقا لأحد التحاليل التلوية، فإن أكثر اضطرابات النوم شيوعًا بين الأطفال هي الاستيقاظ الارتباكي والسير أثناء النوم. يقدر أن 17.3٪ من الأطفال الذين تتراوح أعمارهم بين 3 و 13 عامًا يعانون من الاستيقاظ الارتباكي. يسير حوالي 17 ٪ من الأطفال أثناء نومهم، حيث يكون الاضطراب أكثر شيوعًا بين الأولاد من البنات. وذروة الأعمار التي يحدث فيها هذا الاضطراب من 8 إلى 12 سنة. تقدم مراجعة منهجية مختلفة مجموعة كبيرة من معدلات انتشار صرير الأسنان بين الأطفال. قام ما بين 15.29 و 38.6 ٪ من الأطفال في مرحلة ما قبل المدرسة بطحن أسنانهم ليلة واحدة على الأقل في الأسبوع. سجلت جميع الدرسات ما عدا واحدة انخفاضًا في انتشار صرير الأسنان مع التقدم في العمر وسجلت أيضًا ازديادًا في معدل انتشاره بين الذكور أكثر من الإناث.
لاحظت مراجعة منهجية أخرى أن 7-16٪ من الشباب يعانون من اضطراب طور النوم المتأخر. يصل هذا الاضطراب إلى ذروته عندما يكون الناس في العشرينات من العمر. يسجل ما بين 20 و 26٪ من المراهقين أن زمن الاستجابة للنوم أكثر من 30 دقيقة. أيضًا، 7-36 ٪ لديهم صعوبة في بدء النوم. يميل المراهقون الآسيويون إلى زيادة معدل انتشار لكل هذه النتائج السلبية للنوم مقارنة بنظرائهم في أمريكا الشمالية وأوروبا.

### الأرق
جمعت نتائج 17 دراسة عن الأرق في الصين، وتم الإبلاغ عن انتشار مجموعه 15.0 ٪ في البلاد. وهذا أقل بكثير من سلسلة من الدول الغربية (50.5 ٪ في بولندا، و 37.2 ٪ في فرنسا وايطاليا، و 27.1 ٪ في الولايات المتحدة الأمريكية). ومع ذلك، فإن النتيجة متناسقة بين دول شرق آسيا الأخرى. يعاني الرجال والنساء المقيمون في الصين من الأرق بمعدلات مشابهة. يشير تحليل تلوي منفصل يركز على اضطراب النوم هذا في كبار السن إلى أن الأشخاص الذين لديهم أكثر من مرض عضوي أو نفسي يعانون منه بمعدل 60٪ أعلى من أولئك الذين لديهم حالة واحدة أو أقل. ويشير أيضًا إلى ارتفاع معدل انتشار الأرق لدى النساء فوق سن الخمسين من نظرائهن من الذكور.
وصفت دراسة نتجت عن التعاون بين مستشفى ماساتشوستس العام وميرك عن تطوير خوارزمية لتحديد المرضى الذين يعانون من اضطرابات النوم باستخدام السجلات الطبية الإلكترونية. حددت الخوارزمية التي تضمنت مجموعة من المتغيرات المنظمة وغير المنظمة أكثر من 36000 شخص يعانون من الأرق الموثق من قبل الطبيب.

### انقطاع النفس الانسدادي النومي
يؤثر توقف التنفس أثناء النوم (OSA) على حوالي 4 ٪ من الرجال و 2 ٪ من النساء في الولايات المتحدة. بشكل عام، هذا الاضطراب هو أكثر انتشارًا بين الرجال. ومع ذلك، يقل هذا الاختلاف في المعدل مع التقدم في السن. تعاني النساء من ازدياد درجة خطورة المرض أثناء الحمل. أيضًا، فإنهن يملن إلى الإبلاغ عن الاكتئاب والأرق بالتزامن مع توقف التنفس أثناء النوم الانسدادي. في التحليل التلوي لمختلف البلدان الآسيوية، تمثل الهند والصين أعلى معدل انتشار لهذا الاضطراب. على وجه التحديد، يقدر أن حوالي 13.7 ٪ من السكان الهنود و 7 ٪ من سكان هونغ كونغ لديهم OSA. وتختبر المجموعتان أعراض OSA أثناء النهار مثل صعوبات التركيز، وتقلبات المزاج، وارتفاع ضغط الدم، بمعدلات انتشار مشابهة (3.5٪ و 3.57٪ على التوالي).

### شلل النوم
تشير مراجعة منهجية إلى أن 7.6٪ من السكان يعانون من شلل النوم مرة واحدة على الأقل في حياتهم. انتشاره بين الرجال هو 15.9 ٪ في حين أن 18.9 ٪ من النساء يعانين منه. عند دراسة مجموعات سكانية معينة، عانى 28.3٪ من الطلاب و 31.9٪ من المرضى النفسيين هذه الظاهرة مرة واحدة على الأقل في حياتهم. من هؤلاء المرضى النفسيين، يعاني 34.6٪ من اضطراب الهلع. شلل النوم لدى الطلاب هو أكثر انتشارًا قليلًا بالنسبة لأولئك المنحدرين من أصل آسيوي (39.9 ٪) مقارنة بالأعراق الأخرى (من أصل هسباني: 34.5 ٪، من أصل أفريقي: 31.4 ٪، قوقازي 30.8 ٪).

### متلازمة تململ الساق
وفقًا لأحد التحاليل التلوية، فإن معدل الانتشار المتوسط لأمريكا الشمالية وأوروبا الغربية يقدر بـ 14.5 ± 8.0٪. على وجه التحديد في الولايات المتحدة، يقدر معدل انتشار متلازمة تململ الساق بين 5 و 15.7٪ عند استخدام معايير تشخيص صارمة. إن معدل انتشار متلازمة تململ الساق أكثر من 35 ٪ في النساء الأميركيات من نظرائهن من الذكور.

## وصلات خارجية
- Sleep Problems – information leaflet from mental health charity The Royal College of Psychiatrists
- Sleep Disorders Health Center